# Dicranomyia microneura
Dicranomyia microneura là một loài ruồi trong họ Limoniidae. Chúng phân bố ở miền Australasia.